# Apolemichthys armitagei
Apolemichthys armitagei es una especie de pez de la familia Pomacanthidae, se encuentran en el océano Índico occidental (Islas Seychelles y las Islas Maldivas), fue reconocida científicamente por el naturalista  Smith en el año 1955.

## Características
Su largo máximo es de 21 centímetros, se encuentran junto a los arrecifes de coral, en climas tropicales.